# Veronika Erjavec
Veronika Erjavec (Postumia, 30 dicembre 1999) è una tennista slovena.

## Biografia
Veronika Erjavec ha vinto 6 titoli in singolare e 22 titoli in doppio nel circuito ITF in carriera. In singolare ha raggiunto la 160ª posizione mondiale il 27 gennaio 2025, mentre in doppio la 120ª posizione mondiale il 20 maggio 2024.
Ha vinto una medaglia di bronzo ai tennis ai XVIII Giochi del Mediterraneo, tenutosi a Tarragona, in Spagna, nel giugno 2018. Ha sconfitto l'italiana Lucia Bronzetti in tre set.
Ha fatto il suo debutto nel circuito maggiore al WTA 125 del BCR Iași Open 2023, dove è riuscita a superare le qualificazioni. Nel suo primo tabellone principale, ha sconfitta la terza testa di serie Panna Udvardy in due set, per poi cedere al turno successivo alla russa Dar'ja Astachova. Le va meglio in doppio, dove in coppia con la connazionale Dalila Jakupović si aggiudica il primo titolo WTA 125 della carriera, sconfiggendo nella finale la coppia romena formata da Irina Bara e Monica Niculescu con un doppio 6-4.
Il 20 luglio 2025, Veronika vince il primo titolo WTA 250 della carriera all'UniCredit Iași Open, insieme all'ungherese Panna Udvardy, avendo la meglio in finale sull'argentina María Carlé e la svizzera Simona Waltert con il punteggio di 7-5, 6-3.

## Statistiche WTA

### Doppio

#### Vittorie (1)
| Legenda              |
| -------------------- |
| Grande Slam (0)      |
| Ori Olimpici (0)     |
| WTA Finals (0)       |
| WTA Elite Trophy (0) |
| Dal 2021             |
| WTA 1000 (0)         |
| WTA 500 (0)          |
| WTA 250 (1)          |

| N. | Data           | Torneo          | Superficie  | Compagna      | Avversarie in finale       | Punteggio |
| 1. | 20 luglio 2025 | Iași Open, Iași | Terra rossa | Panna Udvardy | María Carlé Simona Waltert | 7-5, 6-3  |

## Circuito WTA 125

### Singolare

#### Sconfitte (1)
| N. | Data            | Torneo          | Superficie  | Avversaria in finale | Punteggio |
| 1. | 9 novembre 2024 | Cali Open, Cali | Terra rossa | Irina-Camelia Begu   | 3-6, 3-6  |

### Doppio

#### Vittorie (3)
| N. | Data            | Torneo                           | Superficie  | Compagna            | Avversarie in finale         | Punteggio   |
| 1. | 23 luglio 2023  | Iași Open, Iași                  | Terra rossa | Dalila Jakupović    | Irina Bara Monica Niculescu  | 6-4, 6-4    |
| 2. | 6 gennaio 2024  | Canberra International, Canberra | Cemento     | Darja Semeņistaja   | Kaylah McPhee Astra Sharma   | 6-2, 6-4    |
| 3. | 9 novembre 2024 | Cali Open, Cali                  | Terra rossa | Kristina Mladenovic | Tara Würth Katarina Zavac'ka | 6-2, 7-6(4) |

#### Sconfitte (1)
| N. | Data           | Torneo                           | Superficie  | Compagna         | Avversarie in finale         | Punteggio        |
| 1. | 15 giugno 2025 | Città di Grado Tennis Cup, Grado | Terra rossa | Dominika Šalková | Quinn Gleason Ingrid Martins | 2-6, 7-5, [5-10] |

## Statistiche ITF

### Singolare

#### Vittorie (6)
| Torneo $100.000 (0) |
| Torneo $80.000 (0)  |
| Torneo $60.000 (2)  |
| Torneo $40.000 (0)  |
| Torneo $25.000 (4)  |
| Torneo $15.000 (0)  |

| N. | Data            | Torneo                                                        | Superficie  | Avversaria in finale      | Punteggio     |
| 1. | 30 aprile 2023  | Osijek Open, Osijek                                           | Terra rossa | Tena Lukas                | 7-5, 6-2      |
| 2. | 30 luglio 2023  | BMW AHG Cup Horb, Horb am Neckar                              | Terra rossa | Anna Gabric               | 5-7, 6-2, 6-3 |
| 3. | 5 agosto 2023   | Internazionali di Tennis del Friuli Venezia Giulia, Cordenons | Terra rossa | Alexandra Cadanțu-Ignatik | 6-3, 6-4      |
| 4. | 22 ottobre 2023 | ForteVillage ITF Trophy, Pula                                 | Terra rossa | Leyre Romero Gormaz       | 2-6, 6-4, 7-5 |
| 5. | 21 aprile 2024  | IFS Luka Koper Open, Capodistria                              | Terra rossa | Polona Hercog             | 6-4, 6-3      |
| 6. | 28 luglio 2024  | AHG Cup, Horb am Neckar                                       | Terra rossa | Julie Štruplová           | 7-5, 6-0      |

#### Sconfitte (4)
| Torneo $100.000 (0) |
| Torneo $80.000 (0)  |
| Torneo $60.000 (1)  |
| Torneo $40.000 (0)  |
| Torneo $25.000 (1)  |
| Torneo $15.000 (2)  |

| N. | Data              | Torneo                                                        | Superficie  | Avversaria in finale | Punteggio   |
| 1. | 12 maggio 2019    | Bluesun Tucepi Open, Tučepi                                   | Terra rossa | Johana Marková       | 4-6, 1-6    |
| 2. | 29 settembre 2019 | Kaposvar Ladies Open, Kaposvár                                | Terra rossa | Dejana Radanović     | 2-6, 3-6    |
| 3. | 1º agosto 2021    | Internazionali di Tennis del Friuli Venezia Giulia, Cordenons | Terra rossa | Mana Kawamura        | 6(5)-7, 5-7 |
| 4. | 2 agosto 2025     | Internazionali di Tennis del Friuli Venezia Giulia, Cordenons | Terra rossa | Nuria Brancaccio     | 2-6, 1-6    |

### Doppio

#### Vittorie (22)
| Torneo $100.000 (0) |
| Torneo $80.000 (0)  |
| Torneo $60.000 (3)  |
| Torneo $40.000 (3)  |
| Torneo $25.000 (8)  |
| Torneo $15.000 (8)  |

| N.  | Data              | Torneo                                                        | Superficie  | Compagna           | Avversarie in finale                           | Punteggio           |
| 1.  | 28 aprile 2018    | Bluesun Tucepi Open, Tučepi                                   | Terra rossa | Nefisa Berberović  | Tena Lukas Saara Orav                          | 6-3, 6-3            |
| 2.  | 8 luglio 2018     | Prokuplje Open, Prokuplje                                     | Terra rossa | Lea Bošković       | Barbara Bonić Jelena Stojanovic                | 6–0, 3–6, [10–7]    |
| 3.  | 15 dicembre 2018  | Technoray Cup, Solarino                                       | Sintetico   | Kristina Novak     | Melissa Morales Kirsten-Andrea Weedon          | 6-3, 7-6(4)         |
| 4.  | 21 dicembre 2018  | Riaffeisen ITF Tournament Val Gardena, Ortisei                | Cemento (i) | Kristina Novak     | Verena Hofer Simona Waltert                    | 6-4, 7-5            |
| 5.  | 20 aprile 2019    | Magic Tours, Tabarka                                          | Terra rossa | Nefisa Berberović  | Émeline Dartron Marie Témin                    | 4–6, 6–3, [10–7]    |
| 6.  | 11 maggio 2019    | Bluesun Tucepi Open, Tučepi                                   | Terra rossa | Nefisa Berberović  | Tamara Malešević Antonia Ružić                 | 6-2, 6-2            |
| 7.  | 8 giugno 2019     | Banja Luka Ladies Open, Banja Luka                            | Terra rossa | Nefisa Berberović  | Barbora Miklová Elena Milovanović              | 6-1, 6-3            |
| 8.  | 10 agosto 2019    | Internazionali di Tennis del Friuli Venezia Giulia, Cordenons | Terra rossa | Nika Radišić       | Martina Caregaro Lisa Sabino                   | 6-3, 7-5            |
| 9.  | 19 marzo 2022     | Vilas Academy Calvia Open, Palma Nova                         | Terra rossa | Nina Potočnik      | Angelica Moratelli Aurora Zantedeschi          | 7-5, 6-3            |
| 10. | 7 maggio 2022     | ITF Split Open, Spalato                                       | Terra rossa | Lea Bošković       | Mana Kawamura Funa Kozaki                      | 4–6, 6–1, [10–2]    |
| 11. | 21 maggio 2022    | Carinthian Open, Villaco                                      | Terra rossa | Lea Bošković       | Miharu Imanishi Kanako Morisaki                | 3-6, 6-3, [11-9]    |
| 12. | 1º luglio 2022    | Città di Tarvisio Tennis Cup, Tarvisio                        | Terra rossa | Lea Bošković       | Ilona Georgiana Ghioroaie Oana Georgeta Simion | 6–1, 6(5)-7, [10–7] |
| 13. | 22 luglio 2022    | ITF F.B.M Tennis Tournament Memorial Poppy Vinti, Perugia     | Terra rossa | Valerija Strachova | Ángela Fita Boluda Angelica Moratelli          | w/o                 |
| 14. | 3 marzo 2023      | Engie Open de Touraine, Joué-lès-Tours                        | Cemento (i) | Justina Mikulskytė | Chiara Scholl Anita Wagner                     | 6-4, 6-0            |
| 15. | 7 aprile 2023     | Split Open, Spalato                                           | Terra rossa | Lina Ǵorčeska      | Nika Radišić Tara Würth                        | 6-1, 6-4            |
| 16. | 27 maggio 2023    | Krka Open Otocec, Otočec                                      | Terra rossa | Dominika Šalková   | Mariana Dražić Emily Webley-Smith              | 7-5, 6-3            |
| 17. | 30 giugno 2023    | Città di Tarvisio Tennis Cup, Tarvisio                        | Terra rossa | Dominika Šalková   | Nika Radišić Anita Wagner                      | 6-0, 6-3            |
| 18. | 7 ottobre 2023    | ForteVillage ITF Trophy, Pula                                 | Terra rossa | Justina Mikulskytė | Nuria Brancaccio Angelica Moratelli            | 7-6(6), 6-0         |
| 19. | 3 febbraio 2024   | TBC Porto Open, Porto                                         | Cemento (i) | Dominika Šalková   | Francisca Jorge Matilde Jorge                  | 4-6, 7-5, [10-8]    |
| 20. | 20 aprile 2024    | IFS Luka Koper Open, Capodistria                              | Terra rossa | Dominika Šalková   | Sapfo Sakellaridi Aurora Zantedeschi           | 6-1, 6-3            |
| 21. | 11 maggio 2024    | Empire Slovak Open, Trnava                                    | Terra rossa | Tamara Zidanšek    | Dalila Jakupovič Sabrina Santamaria            | 6-4, 6-4            |
| 22. | 21 settembre 2024 | Pirulo Cup Pazardzhik, Pazardžik                              | Terra rossa | Anita Wagner       | Lia Karatančeva Sapfo Sakellaridi              | 7-5, 3-6, [10-5]    |

#### Sconfitte (12)
| Torneo $100.000 (0) |
| Torneo $80.000 (0)  |
| Torneo $60.000 (5)  |
| Torneo $40.000 (0)  |
| Torneo $25.000 (2)  |
| Torneo $15.000 (5)  |

| N.  | Data              | Torneo                                                        | Superficie  | Compagna           | Avversarie in finale                          | Punteggio        |
| 1.  | 31 marzo 2018     | Tennis Organisation Cup, Adalia                               | Terra rossa | Nina Potočnik      | Uljana Ajzatulina Vlada Koval'                | 1-6, 4-6         |
| 2.  | 22 settembre 2018 | Royal Cup NLB Montenegro, Podgorica                           | Terra rossa | Nefisa Berberović  | Miriam Kolodziejová Nina Potočnik             | 6-2, 3-6, [0-10] |
| 3.  | 8 dicembre 2018   | Technoray Cup, Solarino                                       | Sintetico   | Kristina Novak     | Catalina Pella Miriana Tona                   | 5-7, 3-6         |
| 4.  | 6 luglio 2019     | Prokuplje Open, Prokuplje                                     | Terra rossa | Nefisa Berberović  | İpek Öz Melis Sezer                           | 5-7, 5-7         |
| 5.  | 13 luglio 2019    | Prokuplje Open, Prokuplje                                     | Terra rossa | Nefisa Berberović  | Dar'ja Astachova Laura Svatikova              | 3-6, 6-0, [6-10] |
| 6.  | 31 luglio 2021    | Internazionali di Tennis del Friuli Venezia Giulia, Cordenons | Terra rossa | Nefisa Berberović  | Martina Colmegna Amy Zhu                      | 4–6, 3–6         |
| 7.  | 3 giugno 2022     | Brașov Open, Brașov                                           | Terra rossa | Weronika Falkowska | Jesika Malečková Isabella Šinikova            | 6(5)-7, 3-6      |
| 8.  | 27 agosto 2022    | BTHC Womens Open, Braunschweig                                | Terra rossa | Weronika Falkowska | Anna Klasen Martina Colmegna                  | 3–6, 6–2, [5–10] |
| 9.  | 22 ottobre 2022   | Hamburg Ladies & Gents Cup, Amburgo                           | Cemento (i) | Malene Helgø       | Miriam Kolodziejová Jesika Malečková          | 4-6, 2-6         |
| 10. | 29 ottobre 2022   | Engie Open Nantes Atlantique, Nantes                          | Cemento (i) | Emily Webley-Smith | Magali Kempen Wu Fang-hsien                   | 2-6, 4-6         |
| 11. | 17 giugno 2023    | Agel Ricany Open, Říčany                                      | Terra rossa | Dominika Šalková   | Karolína Kubáňová Aneta Kučmová               | 6-4, 3-6, [4-10] |
| 12. | 5 aprile 2024     | Split Open, Spalato                                           | Terra rossa | Justina Mikulskytė | Valentini Grammatikopoulou Prarthana Thombare | 4-6, 1-6         |